# Ботевградски новини
„Ботевградски новини“ е двуседмичен информационен местен вестник, който отразява стопанския и културния живот в Ботевград. Излиза в периода 1 януари 1927 – 22 юни 1941 г.
В първите три броя през 1927 г. излиза под заглавието „Орханиец“, между 1927 – 1934 г. – „Орханийски новини“, а след това „Ботевградски новини“. Вестникът се издава от Карл Попоушек. След 1934 г. е на официални позиции.